# Relaciones Perú-Israel
Las relaciones entre el Perú e Israel (en hebreo: היחסים בין פרו לישראל‎) hacen referencia a las relaciones internacionales entre la República del Perú y el Estado de Israel. Ambas naciones están unidas por vínculos económicos y de cooperación mutua, en especial en las áreas de agricultura, salud y educación.

## Marco histórico

### Los judíos en el Perú (1532-1945)
La presencia de los judíos en el Perú se remonta a la época de la conquista española. Los primeros judíos en llegar al territorio peruano fueron sefardíes, provenientes de la península ibérica. Sin embargo, no se conocen cifras exactas de la población judía en esta época, principalmente debido a la presencia de la Inquisición, presencia que obligó a muchos sefardíes a ocultarse.
Tras la independencia del Perú comienzan a llegar muchos judíos de Europa, principalmente del Imperio ruso y Prusia, huyendo de la crisis europea de 1848. Sin embargo, la falta de una inmigración continua, debida principalmente a los efectos de la guerra con Chile, originó una pérdida de la tradición judía en el Perú.
A principios del siglo XX, se reinició la inmigración judía, procedentes del Imperio otomano y Grecia. Sefardíes se establecen en la Amazonía peruana, debido al «boom» del caucho. Además, comenzaron a llegar judíos ashkenazíes, procedentes del Imperio ruso. Se fundan asociaciones judías como la Unión Israelita del Perú (1923), la Organización Sionista del Perú (1925) y la Sociedad de Beneficencia Israelita Sefardita (1928). En los años cuarenta, con la Segunda Guerra Mundial barriendo Europa, aparece el Comité Peruano Pro Palestina Hebrea (1945), con la misión de divulgar la idea de la creación de un Estado judío en el entonces Mandato Británico de Palestina.

### El plan de partición de Palestina (1947-1948)
El 15 de mayo de 1947 se creó el Comité Especial de las Naciones Unidas sobre Palestina (UNSCOP), del cual el Perú formó parte, representado por Alberto Ulloa Sotomayor. Después de varios meses de auditorías y encuestas sobre la situación en Palestina, la UNSCOP emitió un informe oficial el 31 de agosto de 1947. Junto a Canadá, Checoslovaquia, Guatemala, Holanda, Suecia y Uruguay; el Perú recomendó la creación de dos estados separados, uno árabe y otro judío, con Jerusalén bajo administración internacional. El 29 de noviembre de ese mismo año, la Asamblea General de la ONU sometió a voto el plan de partición del UNSCOP, resultando 33 votos a favor (incluyendo el Perú), 13 en contra y 10 abstenciones.
El 14 de mayo de 1948, se proclamó la independencia del Estado de Israel. El Perú reconoció al nuevo estado el 9 de febrero de 1949.

### Las relaciones bilaterales (1957-)
En 1957 los contactos entre el Perú e Israel fueron formalizados, estableciéndose relaciones diplomáticas, que se materializaron con la acreditación de un Embajador peruano ante el Estado de Israel y de un Embajador israelí en la República del Perú, en las ciudades de Tel Aviv y Lima, respectivamente.
A pesar de los numerosos conflictos que han comprometido a Israel (guerra de independencia, guerra de los Seis Días, guerra de Yom Kippur y el conflicto con los palestinos), las relaciones bilaterales nunca se llegaron a interrumpir; por el contrario, Israel asistió al Perú en proyectos de cooperación agrícola durante varios periodos. Asimismo, el Perú contribuyó a las fuerzas de paz de la ONU (Batallón Perú) en los Altos del Golán (1973) y la Península del Sinaí (1974), para resguardar el cese al fuego después de la guerra de Yom Kippur.
En el 2023, Perú condenó “los ataques terroristas perpetrados por el grupo Hamás contra el Estado de Israel”.
Las relaciones bilaterales entre el Perú e Israel son amistosas, en especial en los últimos años, permitiendo un desarrollo, diálogo y cooperación permanente, en especial en las áreas de agricultura, salud y educación.

## Cooperación bilateral

### Comercio

#### Indicadores macroeconómicos
|                                         | Israel         | Perú           |
| --------------------------------------- | -------------- | -------------- |
| Población (en millones)                 | 8,1 (2013)     | 30,8 (2014)    |
| PBI (US$ millones)                      | 288 176 (2014) | 208 188 (2014) |
| PBI per cápita                          | 35 824 (2014)  | 6 625 (2014)   |
| Exportación Bs. y Ss. (% PBI)           | 33 % (2013)    | 24 % (2013)    |
| Importación Bs. y Ss. (% PBI)           | 31 % (2013)    | 25 % (2013)    |
| Intercambio Comercial Bs. y Ss. (% PBI) | 64 % (2013)    | 48 % (2013)    |
| IED: Flujo Neto (US$ millones)          | 11 804 (2013)  | 9 298 (2013)   |
| Tipo de Cambio (US$)                    | 3,5 (2013)     | 2,7 (2013)     |

### Apoyo militar
Los lazos de defensa entre el Perú e Israel se remontan a varias décadas. En los últimos años, se incluye la venta de misiles antitanque Spike, de la compañía israelí Rafael Advanced Defense Systems; así como también aviones no tripulados de la también compañía israelí Aeronautics Defense Orbiter.
El 24 de octubre de 2013, los ministerios de Defensa del Perú e Israel suscribieron un memorándum de entendimiento sobre cooperación militar-técnica en Defensa, por parte del entonces ministro peruano de Defensa, Pedro Cateriano, con la presencia del entonces embajador de Israel en Perú, Modi Ephrain.

### Sector Agricultura
Israel es uno de los países que más ha desarrollado el sector del agro, en especial con la tecnificación en el manejo del agua. En el Perú, cerca del 70 % del riego tecnificado es de origen israelí.
El 3 de noviembre de 2013, el entonces ministro de Agricultura peruano Milton von Hesse y su homólogo israelí Yair Shamir, suscribieron una declaración, con el fin de incrementar la cooperación agrícola y la optimización del recurso hídrico. En 2014, 30 estudiantes de agronomía de Piura, Trujillo y Arequipa viajaron por 10 meses a Israel, para recibir capacitación en el campo agrícola, para al Perú y aplicar los métodos aprendidos en el sector.

### Apoyo bilateral
Israel tuvo el apoyo del Perú para ingresar a la Alianza del Pacífico, como miembro observador; hecho consumado el 10 de febrero de 2014.

## Misiones diplomáticas

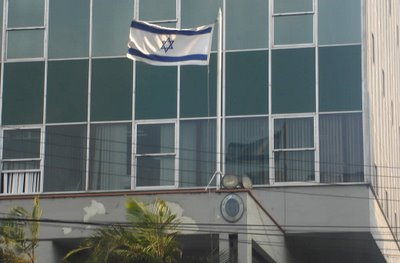
Embajada de Israel en Perú

- Israel tiene una embajada en Lima.
- Perú tiene una embajada en Tel Aviv.